# Сборная Литвы по кёрлингу на колясках
Смешанная сборная Литвы по кёрлингу на колясках — национальная сборная команда (в которую могут входить как мужчины, так и женщины), представляет Литву на международных соревнованиях по кёрлингу на колясках. Управляющей организацией выступает Ассоциация кёрлинга Литвы (лит. Lietuvos kerlingo asociacija, англ. Lithuanian Curling Association).

## Результаты выступлений

### Чемпионат мира по кёрлингу на колясках (группа B)
| Год  | И | В | П | Место | Состав                                                                                               |
| ---- | - | - | - | ----- | --- |
| 2015 | 7 | 2 | 5 | 12    | Joniskis Linas (скип), Balsys Vytautas, Grybe Gintautas, Sidlauskaite Ramune, Pacevicius Aleksandras |

(данные отсюда:)